# استیو اج
استیو اِج (انگلیسی: Steve Edge؛ زادهٔ ۲ نوامبر ۱۹۷۲) بازیگر و کمدین اهل بریتانیا است. وی از سال ۱۹۹۷ میلادی تاکنون مشغول فعالیت بوده‌است.
از فیلم‌ها یا مجموعه‌های تلویزیونی که وی در آن‌ها نقش داشته‌است، می‌توان به مرگ در بهشت، افسانه‌های واهی، تد لاسو، خیابان، کروئلا و پدینگتون اشاره نمود.